# Sigeberto de Gembloux
Sigeberto de Gembloux (em latim: Sigebertus Gemblacensis; Gembloux, 1030 – Gembloux, 5 de Outubro de 1112), chamado também de Sigueberto, foi Humanista, teólogo, litúrgico, hagiógrafo e cronista medieval belga. Foi um autor medieval, conhecido principalmente como historiador pró-imperial de uma crônica universal (Chronicon), obra que compreende o período de 381 a 1111, e que se firmava em oposição à expansão do papado de Gregório VII e Pascal II.

## Biografia
Nasceu na cidade de Gembloux, que hoje pertence à Província de Namur, Bélgica, por volta do ano 1030. Aparentemente não tinha ascendentes germânicos, mas parece ter sido de descendência latina. Foi educado na Abadia de Gembloux, onde ainda em tenra idade se tornou monge. Mais tarde se tornaria durante longo tempo professor da Abadia de São Vicente, em Metz. Por volta do ano de 1070 retornou para Gembloux. Ele era admirado e venerado por todos, e ocupou o cargo de professor e escritor na escola da abadia até a sua morte.
Depois que retornou de Metz tornou-se ferrenho defensor imperial na grande luta que se estabeleceu entre o Império e o Papado, culminando na Controvérsia das Investiduras. Foi inimigo das pretensões papais e participou nas disputas que surgiram entre o papa Gregório VII e o imperador Henrique IV (1050-1106). Dos três tratados que escreveu sobre esta questão, que foi bastante proveitoso à causa imperial durante a disputa, um se perdeu; este era uma resposta à carta de Gregório VII, escrita em 1081 ao Bispo Hermann de Metz, na qual Gregório afirmava que os papas tem o direito de excomungar reis e de deliberar assuntos do juramento de lealdade. No segundo tratado, Sigueberto defendia as missas rezadas por sacerdotes casados, assistí-las tinha sido proibido pelo papa no ano 1074. Quando Pascoal II, em 1103, ordenou ao Conde de Flandres que punisse cidadãos de Liège por sua adesão ao imperador e a levantar armas contra ele, Sigueberto atacou o procedimento do papa considerando-a não-cristã e contrária às Escrituras.
Ele morreu em Gembloux no dia 5 de Outubro de 1112.

## Obras
A obra mais conhecida de Sigueberto é a sua Chronicon sive Chronographia, ou crônica universal, que Auguste Molinier (1851-1904), achou a melhor obra desse gênero. Ela contém muitos erros e pouca informação original. Provavelmente ele desejava simplesmente oferecer uma pesquisa cronológica; como consequência ele reporta apenas uma lista vazia de eventos até mesmo para a época em que ele viveu, embora os últimos anos, de 1105 a 1111, sejam tratados com mais detalhes. Ela abrange o período entre os anos 381 e 1111, e seu autor evidentemente era uma pessoa de muita erudição. A primeira das muitas edições que foram publicadas, surgiu em 1513; a melhor delas está na Monumenta Germaniae Historica Scriptores vol VI, com introdução de Ludwig Conrad Bethmann (1812-1867). Depois da morte de Sigueberto a sua crônica foi ampliada por Anselmo de Gembloux.
A crônica se tornou muito popular durante a Idade Média Tardia; ela ganhou reputação muito alta, foi publicada inúmeras vezes, e utilizada por muitos escritores e modificada por muitos continuadores, servindo de base para muitas obras de história posteriores. Apesar dos descuidos e equívocos, a criatividade e a amplexa erudição de Sigueberto são dignas de menção honrosa.
Outra obras escritas por Sigueberto são uma vida do rei franco Sigeberto III (Vita Sigeberti III regis Austrasiae), fundador do monastério de São Martinho em Metz. Ainda em Metz ele escreveu a biografia dos bispo Teodorico I de Metz (964-984), e também um longo poema sobre o martírio de Santa Lúcia (283-304), cujas relíquias eram veneradas na Abadia de São Vicente. Depois de seu retorno para Gembloux, ele também escreveu obras similares para esta abadia, como podemos mencionar um longo poema sobre o martírio da Legião Tebana - considerando que Gembloux guardava relíquias de seu reputado líder Santo Exupério († 22 de Setembro de 286), e uma história dos primeiros abades de Gembloux até 1048 (Gesta abbatum Gemblacensium).
Ele também compilou um catálogo contendo cento e setenta e um escritores eclesiásticos e suas obras vão desde São Genádio até sua própria época, De scriptoribus ecclesiasticis, onde menciona sua própria obra.
Sigueberto foi também hagiógrafo. Dentre seus escritos a esse respeito podemos incluir algumas revisões das biografias de São Maclóvio e de dois antigos bispos de Liège, Teodardo de Maastricht (618-670) e Lamberto de Maastricht; posteriormente escreveu a vita de Teodorico I, bispo de Metz († 984), que foi o fundador da Abadia de São Vicente naquela cidade (Vita Deoderici, Mettensis episcopi) e de São Guiberto (962), fundador da Abadia de Gembloux (Vita Wicberti).